# Palau Episcopal de Tortosa
El Palau Episcopal de Tortosa és un edifici de Tortosa (Baix Ebre) declarat bé cultural d'interès nacional l'any 1931.

## Descripció
L'edifici s'organitza entorn d'un pati central, voltat per dependències que, a la planta baixa, conserven l'estructura gòtica. El primer pis, al qual s'arriba gràcies a una escala volada situada a l'interior del pati, conserva una galeria d'arcs apuntats als costats nord-est i nord-oest. En aquest nivell es troben les dependències episcopals, força malmeses des de la darrera guerra civil i per intervencions posteriors, que han amagat en molts indrets l'estructura originària. Es conserven en bon estat la capella del palau i la sala que hi dona accés.
La capella, construïda al segle xiv per disposició del bisbe Berenguer de Prat, és de planta quadrada. Arquitectònicament en destaca la solució de la coberta de creueria de l'absis, sobre dues trompes angulars. És especialment ric el treball escultòric de la portada, formada per dos finestrals apuntats que emmarquen una porta atrompetada, amb el timpà esculpit i quatre escultures de bisbes als muntants i als laterals.

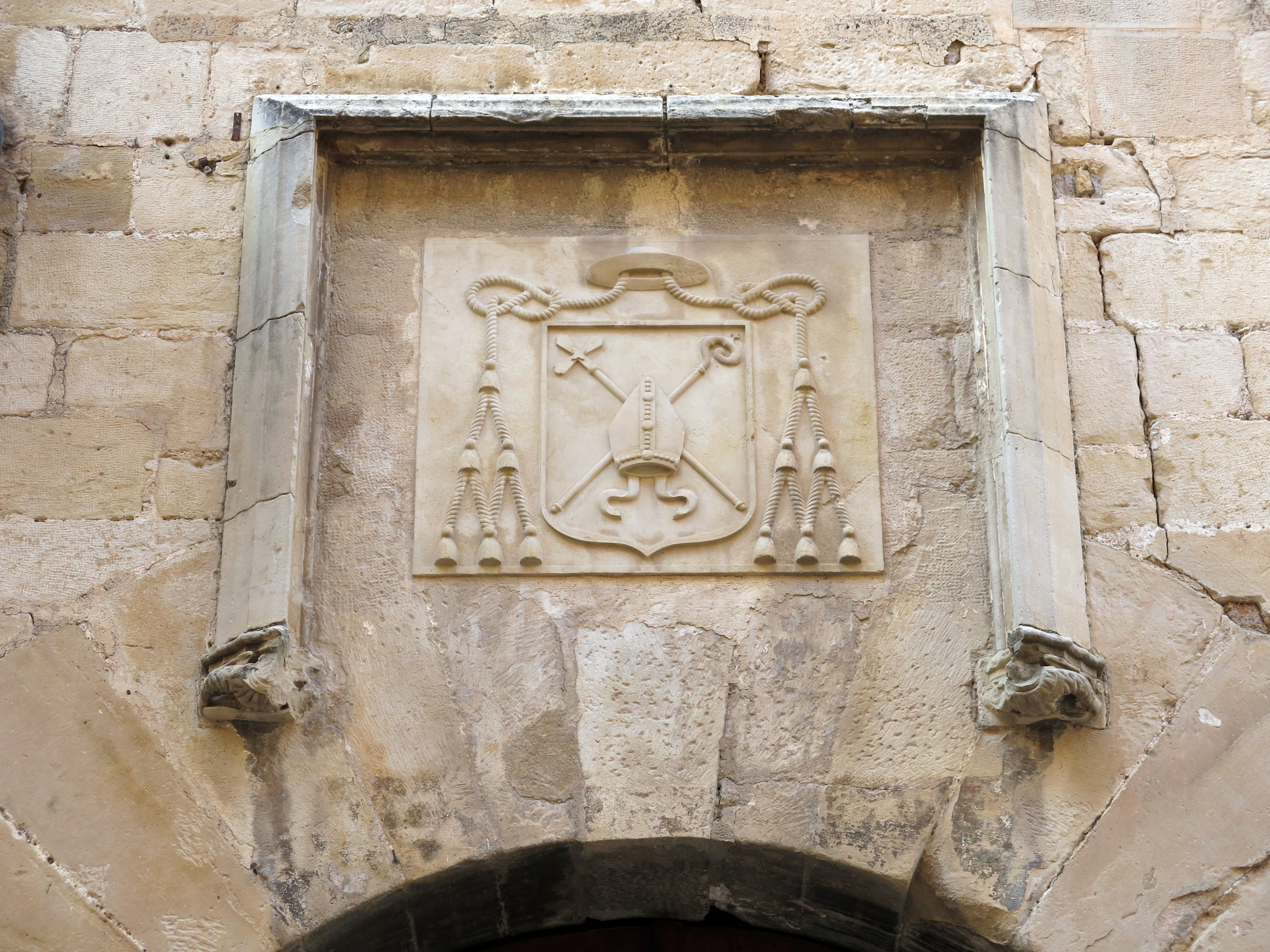
Escut damunt el portal de la façana del carrer de la Cruera

Al segon pis s'hi poden veure encara les grans arcades de pedra que sostenen el sostre, amb les armes del bisbe Berenguer de Prat als capitells.

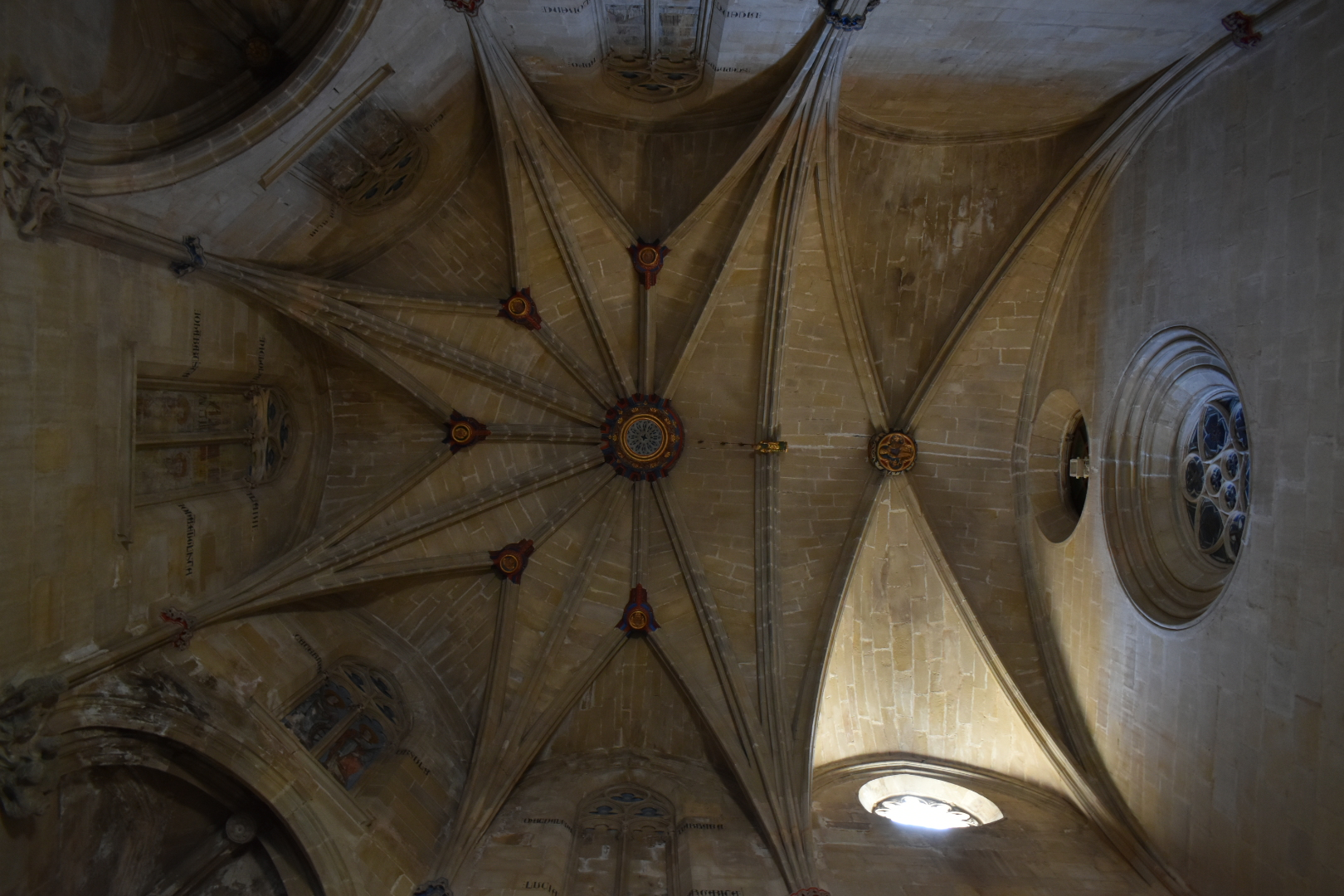
Capella del Palau Episcopal

A l'exterior, el palau té una façana principal que dona a la Catedral i una de posterior que mira al riu. La principal, força alterada per reformes successives, té com a accés una gran arcada de mig punt peraltada, finestres rectangulars al primer pis i finestres de triple arc lobulat sobre esveltes columnes al segon.
El 1996 se'n restaurà la galeria gòtica i el desembre de 2015 quedaven inaugurades les obres d'accés al palau.

## Història
Darrerament se n'ha atribuït la construcció a mestres vinculats a la cort d'Aragó o al món francès, i s'han proposat els noms de Pere Bonull, mestre major de Santa Maria de Morella al primer terç del segle xiv, i de Tomàs de Sant Quintí, piquer francès que estava actiu a la ciutat de l'Ebre per les mateixes dates.
La magnificència de la construcció del palau demostra la importància de la diòcesi de Tortosa, pont entre Catalunya i el País Valencià, i que fins al 1957 comprenia part del territori de les actuals províncies de Lleida i Terol. La màxima esplendor l'assolí als segles xiv i xv, en especial als darrers temps del cisma d'Occident, en establir-se el papa Luna a Peníscola.

## Cinema
El novembre de 2020 el palau va esdevenir una localització del rodatge de la sèrie Los herederos de la tierra, continuació de La catedral del mar.

## Imatges

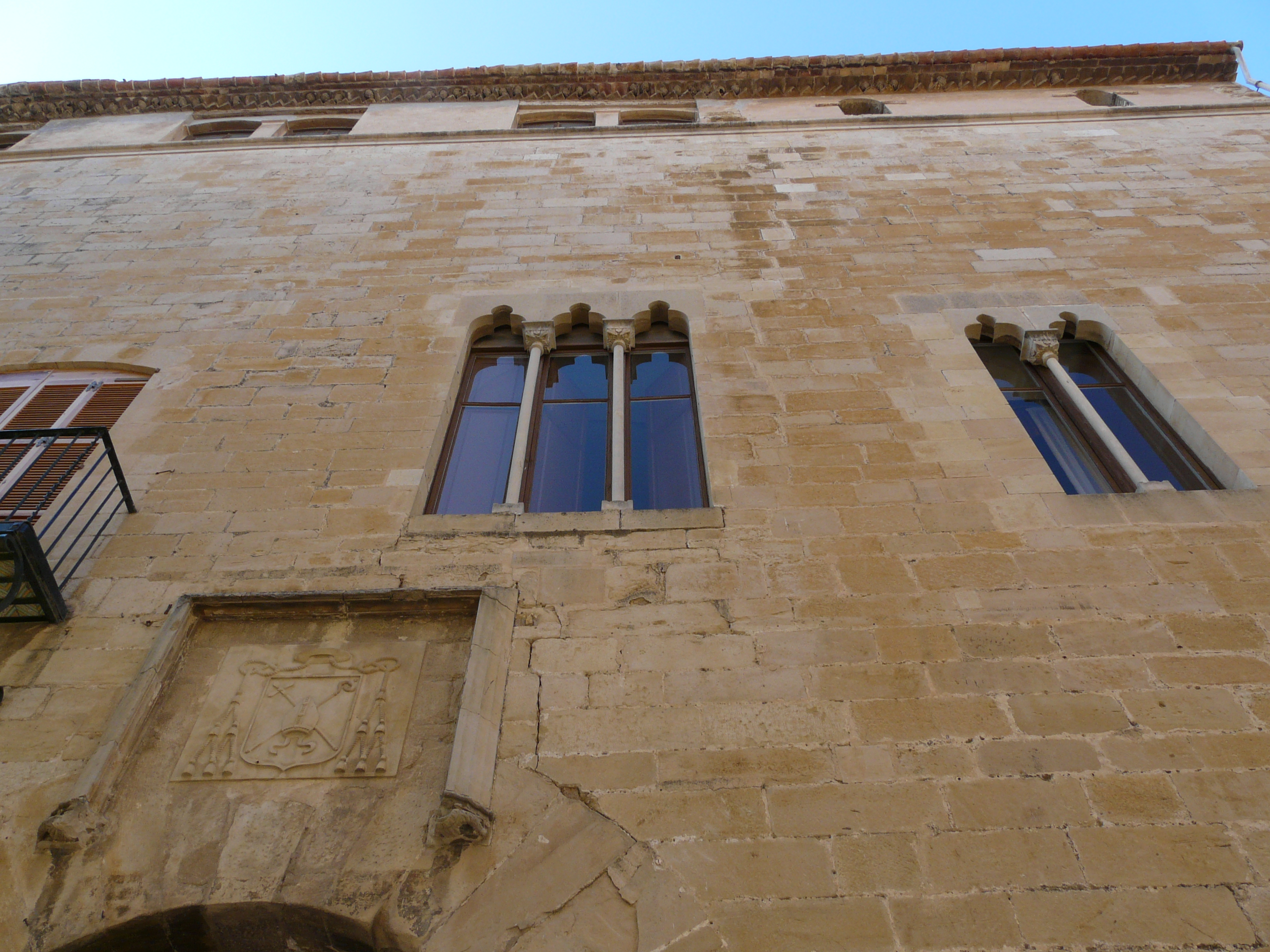
Façana principal
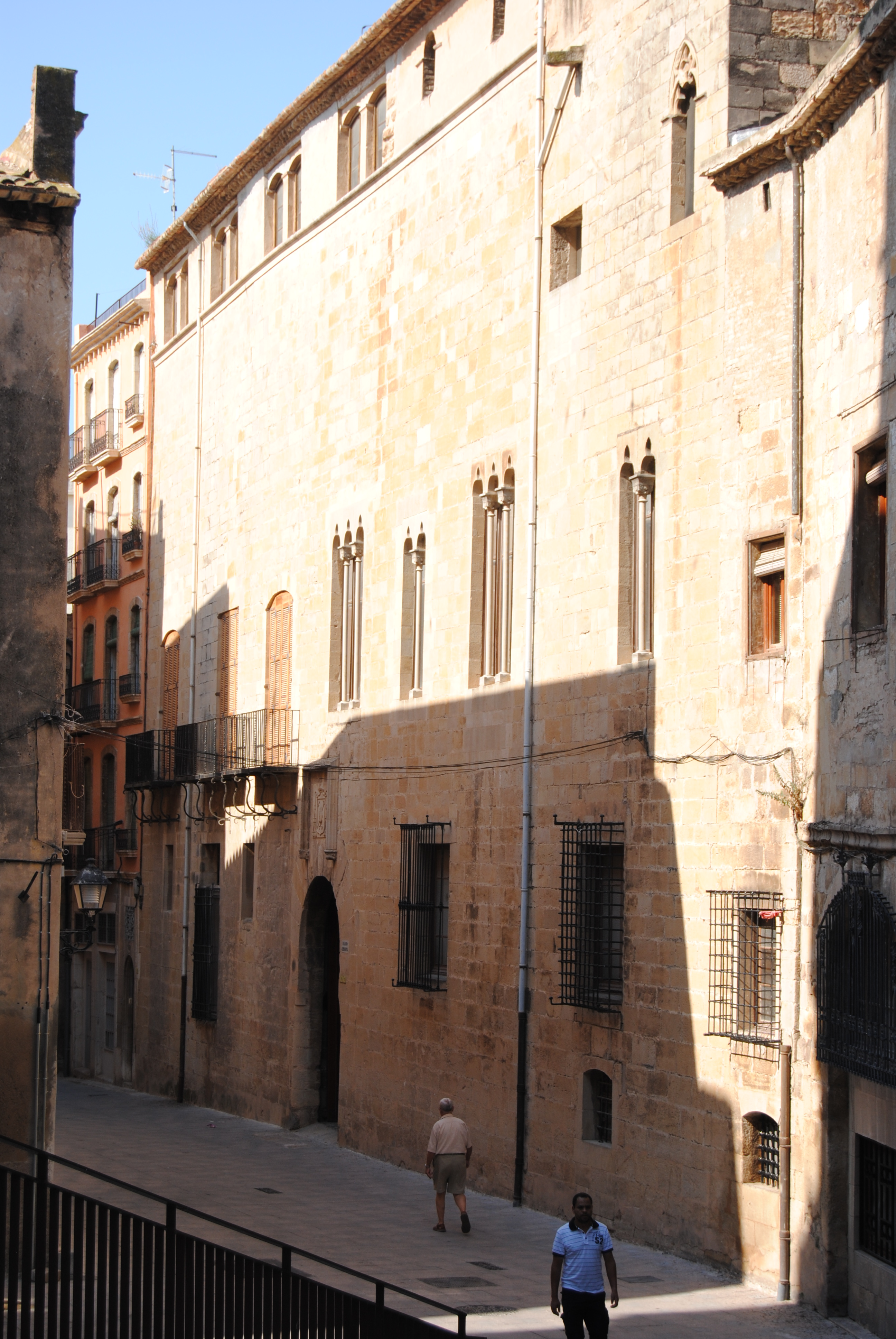
El palau des de la Catedral
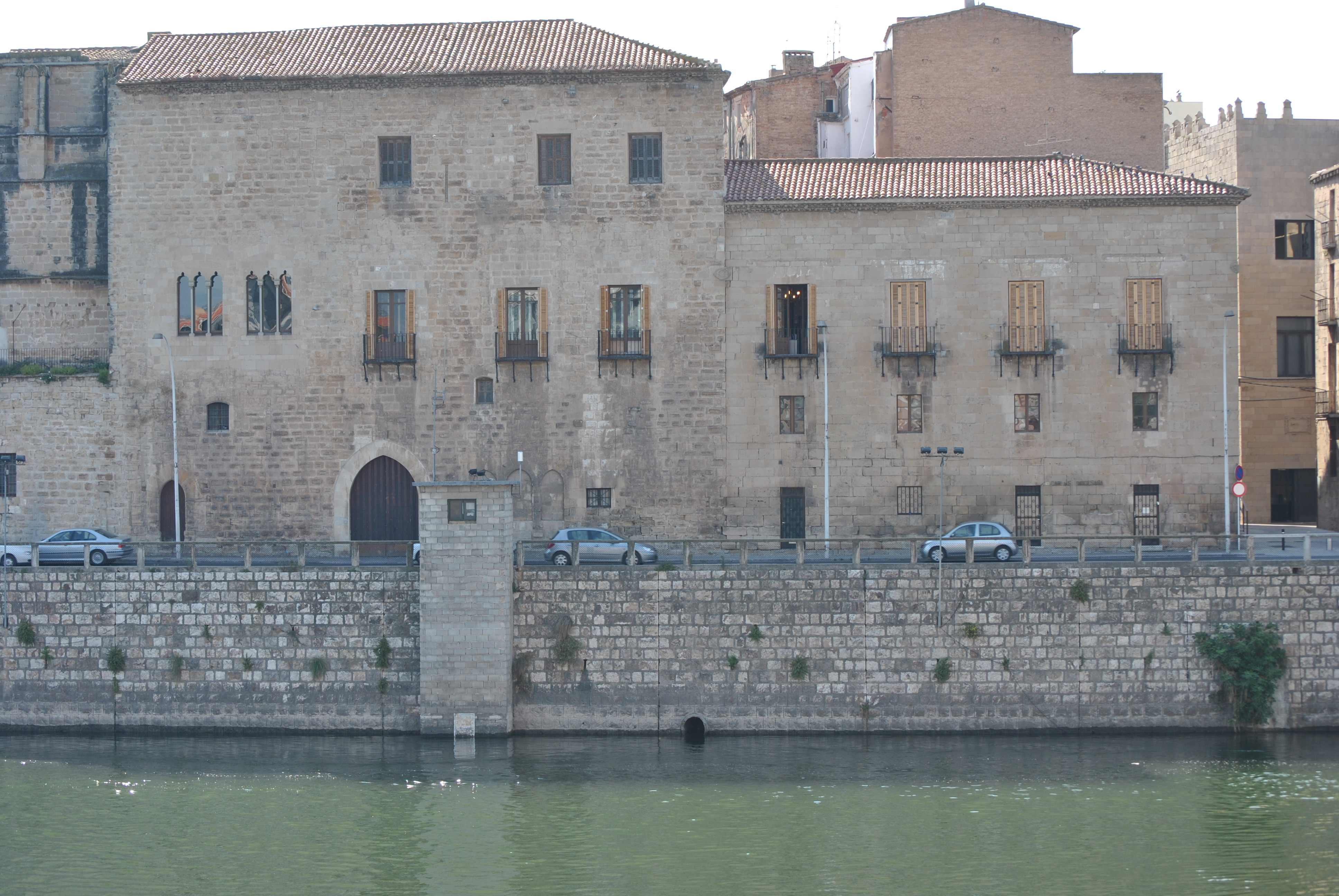
El palau des de Ferreries
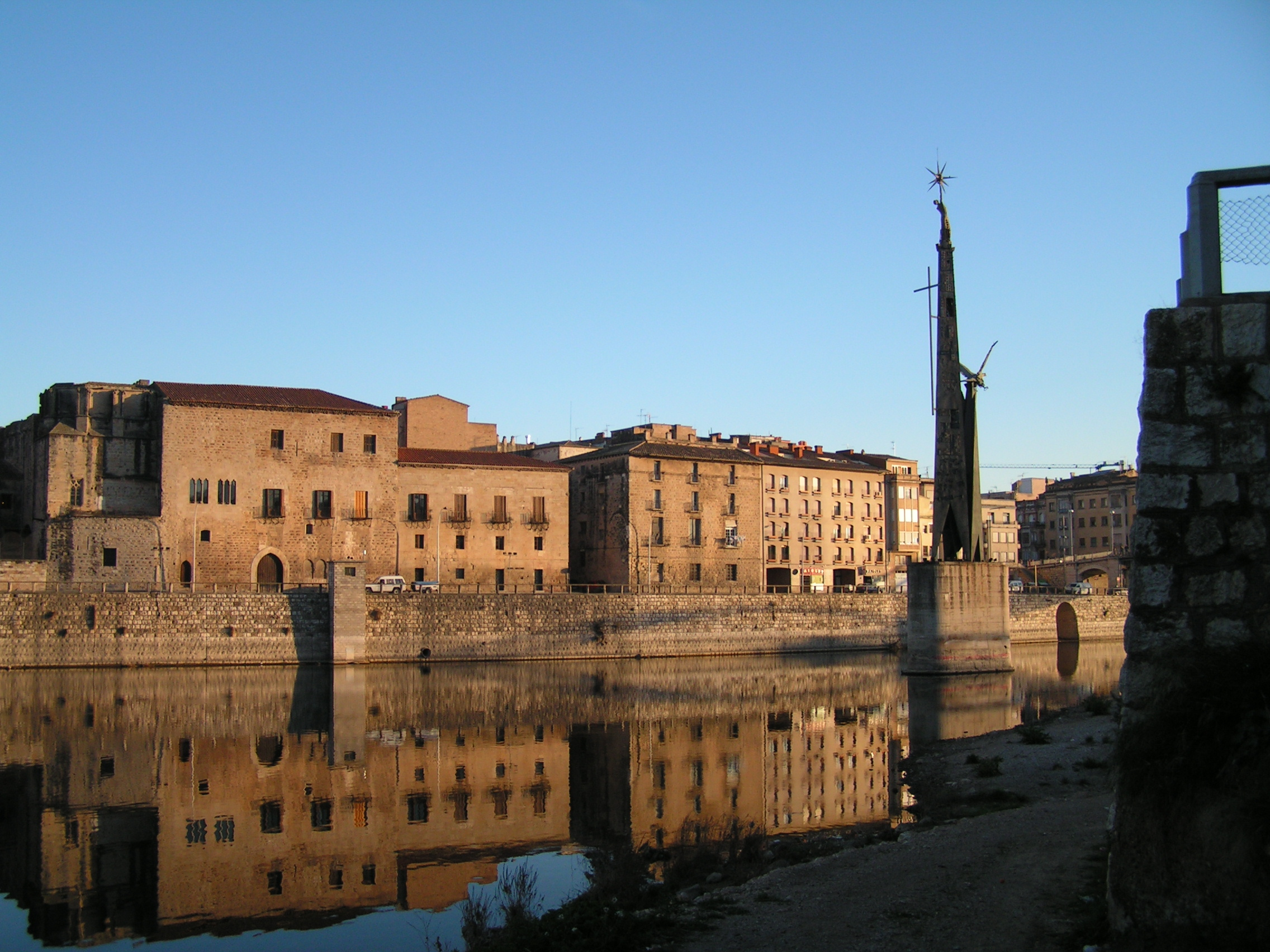
Façana fluvial
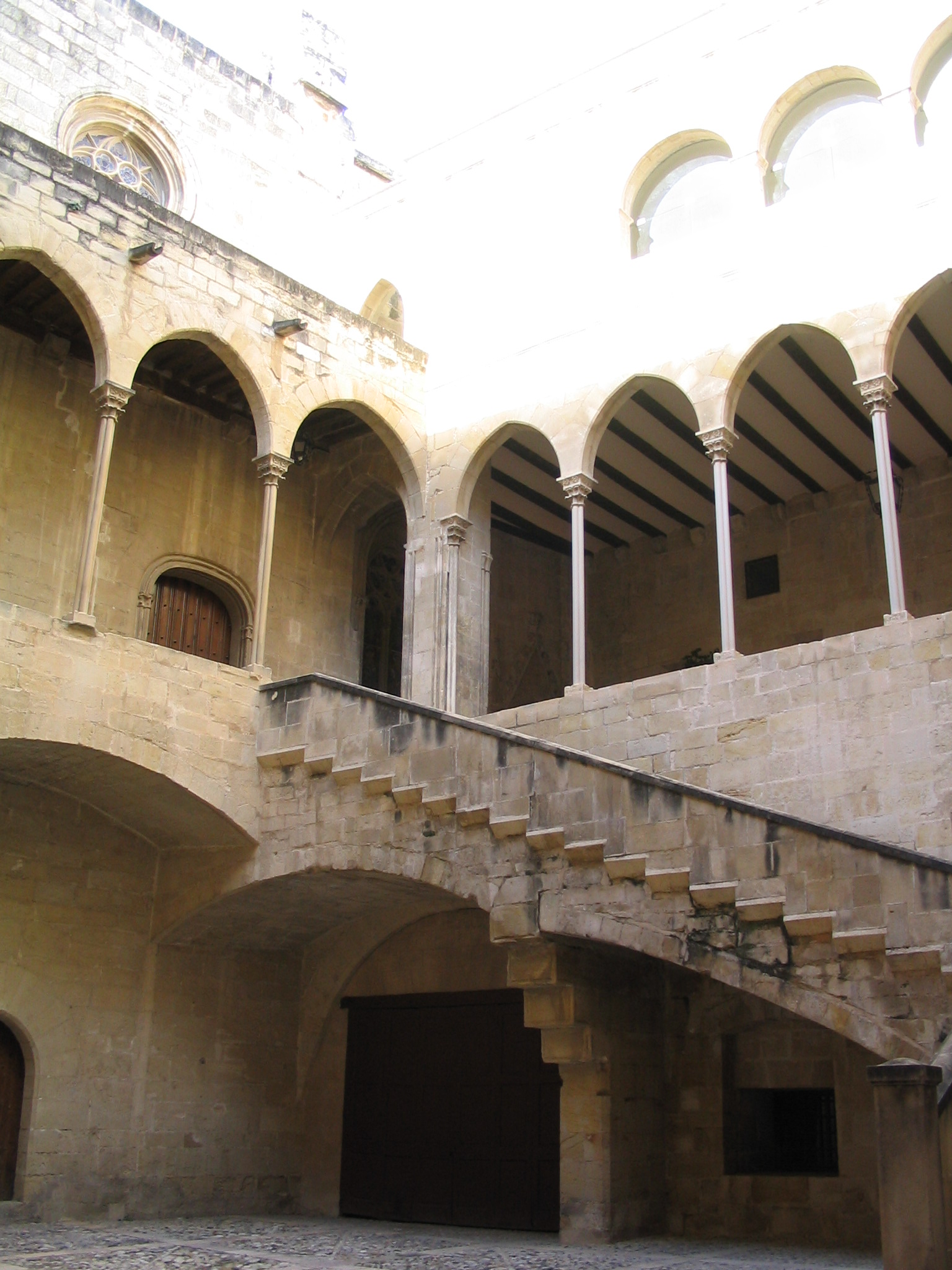
Pati del Palau Episcopal